# Bordás krokodil
A bordás krokodil (Crocodylus porosus) a hüllők (Reptilia) osztályába, a krokodilok (Crocodilia) rendjébe és a krokodilfélék (Crocodylidae) családjába tartozó faj. Ez a krokodilfaj gyakran támad rá a territóriumára merészkedő emberekre, főként a párzási és költési időszakban. A tengeren halászik, de madarakat és szárazföldi állatokat, például bivalyt is zsákmányol.

## Előfordulása
Elterjedési területe hatalmas, India keleti része, Srí Lanka, Banglades, Mianmar, Thaiföld, Laosz, Kambodzsa, Vietnám, Malajzia, Indonézia teljes területe, a Fülöp-szigetek, Új-Guinea szigete, Ausztrália északi partvidéke, a Palau szigetek, Mikronézia egyes részei, a Kókusz-szigetek, a Salamon-szigetek, Vanuatu. Legkeletebbre a Fidzsi-szigeteken él.
Mivel kiváló úszó, messzire kimerészkedik a nyílt tengerre is. Ezzel egyedülálló a krokodilok között. Látták már egyedeit 1000 kilométeres távolságban a szárazföldtől, kint a nyílt tengeren is. Bár nincs természetes ellensége eredeti élőhelyén, kint a nyílt tengeren megtámadhatják és meg is ölhetik a nagyobb cápák. Szervezete hatékonyan tudja kiválasztani a felesleges mennyiségű sót, ezért tud megélni a tengerekben is, bár nem ez a legkedveltebb élőhelye.
Eredeti élőhelye a folyótorkolatok vidéke és a partvidéki mangrovemocsarak. Többnyire a tengerpartok kevert jellegű, úgynevezett brakkvizében él, de kedveli az édesvizet is, a nagyobb folyókban a partoktól több kilométeres távolságban is megél és előfordul az édesvízi tavakban és mocsarakban is.
Hatalmas elterjedési területén több krokodilfaj is él, de ez a faj dominánsnak számít mindenütt, ahol előfordul.

## Megjelenése
A legveszélyesebb krokodilok közé tartozik és a legnagyobbra is nő, átlagos hossza 2,5-5 méter, de egyes hím példányok a 6 métert és az 1000 kilogrammot is meghaladhatják. A legnagyobb lemért fogságba vett, Lolong névre keresztelt példány 6,17 méter hosszú és 1075 kilogramm tömegű volt, a leghosszabb hiteles vadon élő példány pedig a 6,2 méteres, kissé kiszáradt bőre és hiányzó farokvége alapján 6,3 méter hosszú lehetett. Egyes becslések szerint, köztük egy 76 centiméteres koponya alapján a legnagyobb példányok a 6,7-7 métert is elérhetik.
Hatalmas méretei mellett a bordás krokodil rendelkezik több olyan tulajdonsággal is, amelyek alapján könnyedén megkülönböztethető az élőhelyén előforduló egyéb krokodilfajoktól. Teste igen széles, feje nagy. Szemétől az orra felé két barázda húzódik. A kifejlett állatok színe szürke, barnásszürke vagy aranybarna, de előfordul a fajnál a melanizmus is, így akár egészen sötét, majdnem fekete színű egyedek is előfordulhatnak. A fiatal egyedek világosabbak és jellegzetes sötét színű csíkokat és foltokat viselnek. Páncélzata a hátán különösen kemény és ovális alakú.

## Életmódja

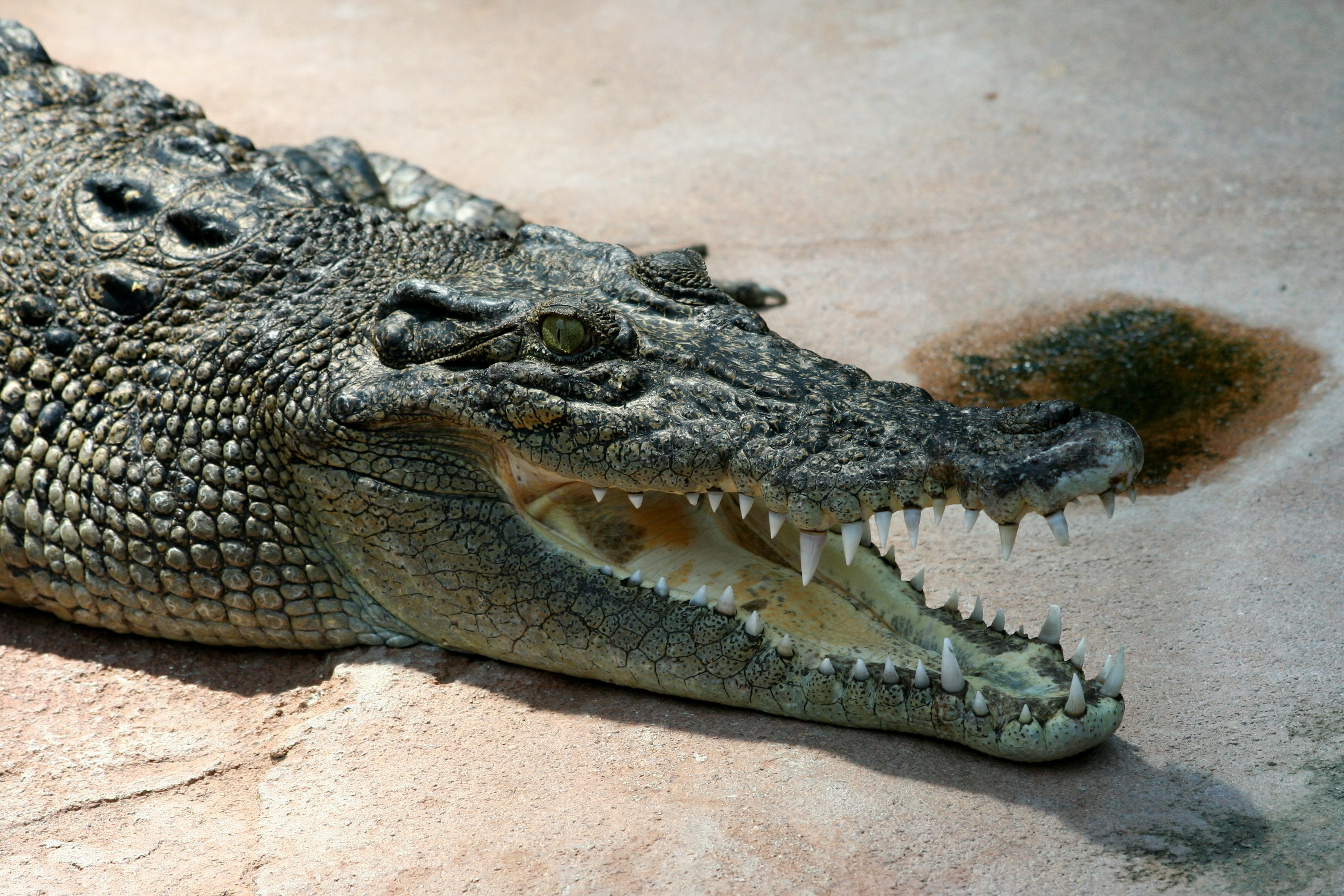
Veszélyes vadász

A fiatal egyedek vízirovarokkal, kis halakkal vagy kétéltűekkel táplálkoznak. A kifejlett egyedek szinte mindenre rátámadnak, amit meg tudnak enni. Nagyobb méretű emlősöket is elejthetnek. A bordás krokodil az egyetlen ragadozó Ausztráliában amelyik elejti a betelepített és elvadult nagyobb testű emlősállatokat (disznókat, kecskéket, szamarakat, lovakat, szarvasmarhákat és vízibivalyokat), ezáltal valamennyire szabályozni tudja azok populációját.
Ha nem jut elegendő táplálékhoz a hüllők többségéhez hasonlóan sokáig kibírja az éhezést. Ilyenkor a testében és a farkában elraktározott zsírkészleteit éli fel. A nagyobb egyedek akár egy egész évig kibírják táplálkozás nélkül. így tud a krokodil a hosszan tartó tengeri utazásai alatt is életben maradni, mert a nagyobb példányok nem elég ügyesek, hogy a nyílt tengeren elkapják a halakat, így utazásaik során nem esznek semmit sem.
Az emberre is veszélyt jelentenek.

## Szaporodása

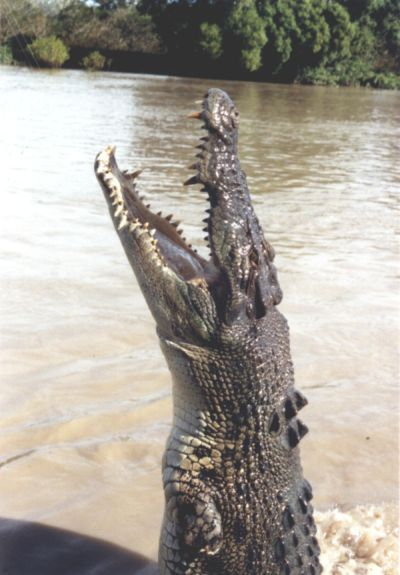
Zsákmányért akár egy méterre is kiugrik a vízből

Szaporodási időszaka az esős évszakra esik. A nőstény ilyenkor bomló növényi anyagokból fészket épít. Ezekbe rakja 60–80 tojását. A fészket a teljes kelési időszak alatt, mintegy három hónapig őrzi. A kikelő fiatalok hangokat adnak, mire anyjuk kiássa őket a fészekből és a vízhez viszi őket. A nőstény ezután egy ideig óvja kicsinyeit. Mivel a nősténynek a szaporodáshoz állandó hely szükséges nem annyira vándorló kedvűek, mint a hímek. Ha találtak egy megfelelő fészekrakó helyet, akkor onnan csak nagyon alapos okkal (például tartós táplálékhiány) távoznak el. A fiatal hímek viszont többet vándorolnak, mert a nagyobb hímek elfoglalták már a legkedvezőbb helyeket, így ha megfelelő vadászterülethez és szabad nőstényekhez akarnak jutni, akkor olykor jó messzire is el kell vándorolniuk.

## Védettsége
Bőrükért és fogaikért irtják őket, vadászatuk miatt lényegesen lecsökkent a létszámuk. Emellett a krokodilok közül viszonylag gyakran támad meg embereket is. Ausztrália északi részén évente egy-két embert ölnek meg bordás krokodilok. Emiatt az üdülőövezetek környékéről rendszeresen befogják és kevésbé látogatott helyeken eresztik el őket.
Több helyütt is létesültek krokodilfarmok ahol tenyésztik e ragadozókat a bőrük és húsuk miatt, így a vadon élő vadászata lassanként mérséklődik. Húsának fogyasztása különösen az utóbbi időben terjedt el.
Mindenesetre igazán biztonságban csak Ausztráliában vannak, mert a legtöbb országban nehéz betartatni a védelmükre hozott törvényeket, és ahol veszélyeztetik a vizek mentén élőket vagy azok jószágait, ott mindenütt irtják őket.
A bordás krokodilt világszerte a Krokodil Dundee filmek tették ismertté.

## Hasznosítása

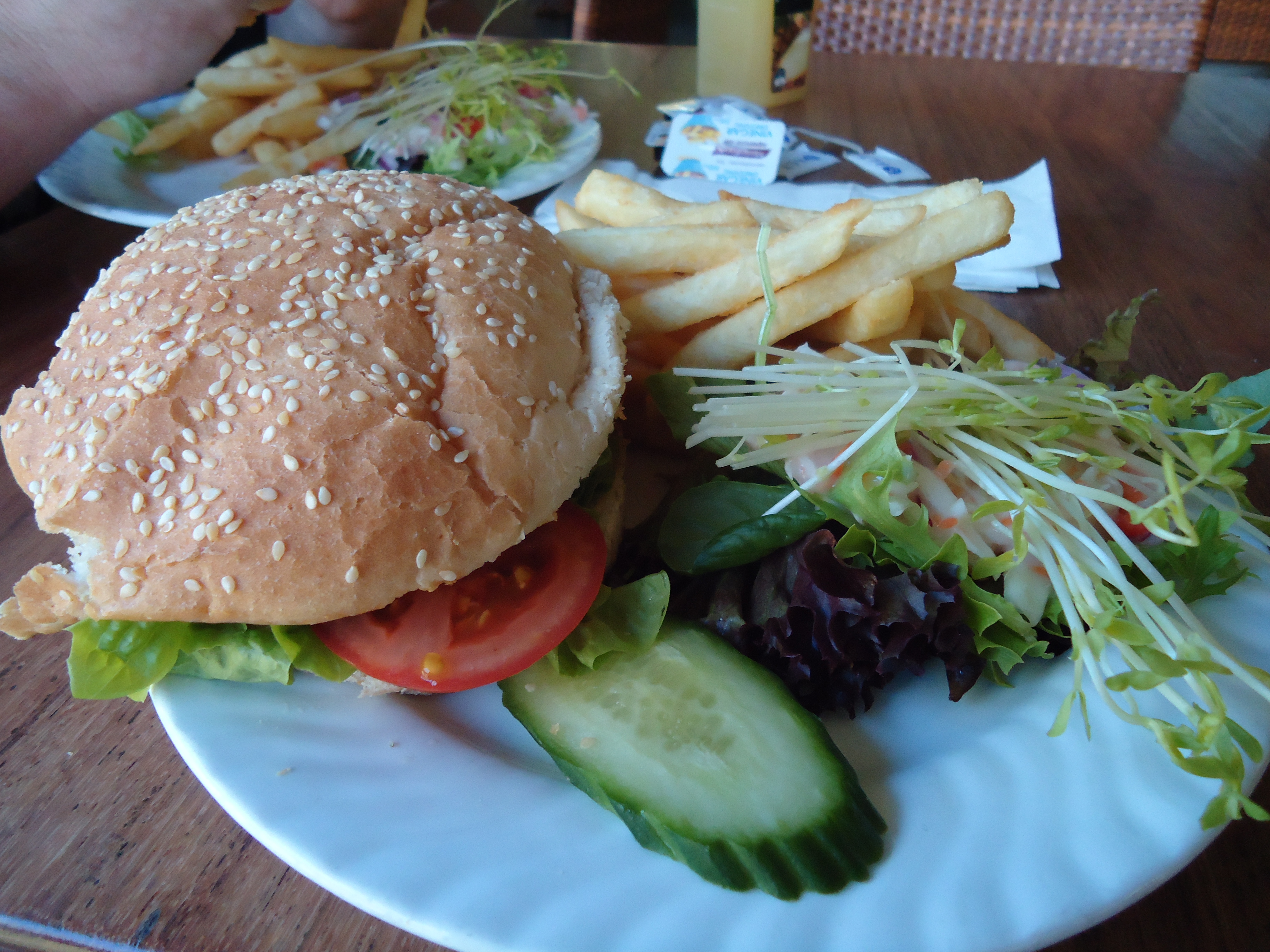
Krokodil-burger egy ausztrál gyorsétteremben.

A bordás krokodil bőre a legjobb minőségű és legértékesebb kereskedelmi szempontból. Húsa és tojása is nagyon finom. Ausztráliában fogyasztása még ugyan újdonságnak számít, de már igen széles körben elterjedt. Fehérszínű húsának textúrája szilárd, ugyanakkor zamatos és finom, íze egyedi. Egyes receptek kifejezetten javasolják a citrusfélékkel történő ízesítést. Legjobb részei a bélszín és a farokhús. Elkészítésének módja megegyezik a marháéval.